# Organisation de développement énergétique coréenne

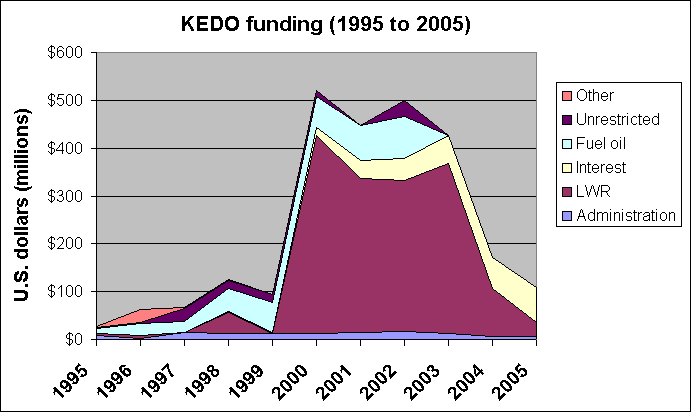
Répartition des fonds de la KEDO.

L'Organisation de développement énergétique coréenne, dont l'acronyme anglais est KEDO (Korean Energy Development Organisation), est un consortium international, dont la création avait été décidée en 1994 dans le cadre d'un accord fondé sur l'abandon de tout programme nucléaire militaire nord-coréen en contrepartie d'un accès élargi et pacifique de la Corée du Nord à l'énergie atomique (voir l'article détaillé Armes nucléaires en Corée du Nord).
Sa création a été initiée par l’administration américaine de Bill Clinton imposant à ses alliés sa fondation.

## Historique
| État                                        | millions de dollars US |
| ------------------------------------------- | ---------------------- |
| Corée du Sud                                | 1 455                  |
| Japon                                       | 498                    |
| États-Unis                                  | 405                    |
| Communauté européenne de l'énergie atomique | 122                    |
| Australie                                   | 14                     |
| Autres                                      | 18                     |

L'organisme, formellement fondé le 15 mars 1995 et le projet, et associant les deux Corées, les États-Unis, le Japon et l'Union européenne ainsi que d'autres nations, prévoyait la construction de deux réacteurs nucléaires à eau légère en Corée du Nord. Chaque réacteur avait une capacité de 1000 mégawatts. Il s'agissait de remplacer le réacteur nord-coréen de type Magnox.
Après la découverte d’un commando nord-coréens transporté par un sous-marin la Corée du Sud a menacé de ne plus financer l’organisme.
Les travaux de construction avaient démarré en 1998 à Sinpo en Hamgyong du Sud en collaboration avec le laboratoire de recherche nucléaire de Yongbyon, la centrale devant à l'origine être opérationnelle en 2003.
La trajectoire d’un missile nord-coréen passant au-dessus du territoire japonais a bloqué les apports du Japon dans l’organisation.
Des ouvriers nord-coréens ont demandé des augmentations, ils ont été remplacés pour moitié par de la main d’œuvre ouzbèke.
En 2002, Washington a gelé sa participation à cet accord, en accusant Pyongyang de poursuivre un programme clandestin d'enrichissement d'uranium. En décembre 2003, KEDO avait décidé de geler le projet. Dans ce contexte, les membres du conseil d'administration du consortium ont décidé, le 31 mai 2006, de mettre fin à la construction des deux réacteurs, malgré le coût des premiers travaux estimés à 1,5 milliard de dollars. La Corée du Nord a refusé de rendre 45 millions de dollars de matériel sur le chantier.
Le 9 octobre 2006 a lieu le premier essai nucléaire nord-coréen.
Des réunions sous son égide ont tout de même lieu en 2007 en vue d'améliorer les relations entre la Corée du Nord et les États-Unis.

## Pays participants
- 1994 : États-Unis, Corée du Sud, Japon
- 1995 : Australie, Canada, Nouvelle-Zélande
- 1996 : Argentine, Chili, Indonésie
- 1997 : Union Européenne, Pologne
- 1999 : République Tchèque
- 2000 : Ouzbékistan

## Directeurs exécutifs
- Stephen W. Bosworth 1995-1997 [3]
- Desaix Anderson 1997-2001
- Charles Kartman 2001-2005 [4]